# Campeonato de Wimbledon 2009
El Campeonato de Wimbledon de 2009 es un prestigioso torneo de tenis jugado sobre hierba, siendo esta su 123.ª edición.
El 19 de junio, Rafael Nadal informó que no jugará el torneo, debido a una lesión a la rodilla, por lo que no podrá defender su título obtenido el 2008. En la conferencia que prensa donde Nadal anunció esta medida, indicó que "Sencillamente no estoy al 100%. Estoy mejor que hace un par de semanas, pero simplemente no me siento listo". Esta decisión complicó a Nadal ya que Roger Federer llegó, al ganar el certamen, al número 1.

## Finales

### Sénior

#### Individuales masculino
Roger Federer gana a  Andy Roddick 5-7, 7-6(6), 7-6(5), 3-6, 16-14.
- Con este título, el suizo logró su 15.º Grand Slam, siendo el tenista que más ha ganado en la historia. Con éste, además, logró el 6.º triunfo en la hierba londinense.

#### Individuales femenino
Serena Williams gana a  Venus Williams 7-6(3), 6-2
- Segundo título de la temporada para Serena Williams, que ya ganó el Abierto de Australia 2009. Es el 11.º título de Grand Slam en su carrera. Con este título, lleva 3 triunfos sobre la hierba de Wimbledon, tras ganar también en 2002 y 2003.

#### Dobles masculino
Daniel Nestor /  Nenad Zimonjić gana a  Bob Bryan /  Mike Bryan 7-6(7), 6-7(3), 7-6(3), 6-3
- La pareja Nestor / Zimonjic repite el título logrado en 2008.

#### Dobles femenino
Serena Williams /  Venus Williams ganan a  Samantha Stosur /  Rennae Stubbs 7-6(4), 6-4

#### Dobles mixtos
Mark Knowles/ Anna-Lena Grönefeld ganan a  Leander Paes/ Cara Black 7-5, 6-3

### Junior

#### Individuales masculino
Andrey Kuznetsov gana a  Jordan Cox 4-6, 6-2, 6-2

#### Individuales femenino
Noppawan Lertcheewakarn gana a  Kristina Mladenovic 3-6, 6-3, 6-1

#### Dobles masculino
Pierre-Hugues Herbert /  Kevin Krawietz ganan a  Julien Obry /  Adrien Puget 6-7(3), 6-2, 12-10

#### Dobles femenino
Noppawan Lertcheewakarn /  Sally Peers ganan a  Kristina Mladenovic /  Silvia Njirić 6-1, 6-1